# World Series of Darts Finals
| World Series of Darts Finals | World Series of Darts Finals      |
| ---------------------------- | --------------------------------- |
| Sportart                     | Darts                             |
| Organisator                  | PDC                               |
| Turnierart                   | Einladungsturnier                 |
| Austragungsort               | wechselnd                         |
| Austragungszeitraum          | September/Oktober/November        |
| Rekordsieger                 | Michael van Gerwen (5×)           |
| amtierender Sieger           | Luke Littler                      |
| Letzte Austragung            | World Series of Darts Finals 2024 |
| Nächste Austragung           | World Series of Darts Finals 2025 |

Die World Series of Darts Finals sind ein Dartturnier der PDC. Das erste Mal wurde es im Jahr 2015 ausgetragen.

## Format
Im Laufe des Jahres werden sieben verschiedene Turniere der World Series-Serie in verschiedenen Ländern ausgetragen. Dabei sind die Top 4 der PDC Order of Merit nach der Weltmeisterschaft sowie vier weitere Topspieler zur Teilnahme berechtigt. Zusätzlich können sich für jedes Event Spieler aus der jeweiligen Region für ein Turnier qualifizieren.
Die Ergebnisse der Spieler in diesen Turnieren werden in einer eigenen Rangliste im Punktesystem festgehalten:
| Position          | Punkte    |
| ----------------- | --------- |
| Gewinner          | 12 Punkte |
| Finalist          | 8 Punkte  |
| Halbfinalisten    | 5 Punkte  |
| Viertelfinalisten | 3 Punkte  |
| 1. Runde          | 1 Punkt   |

Anhand der nach den sieben Turnieren bestehenden Rangliste werden nun die Teilnehmer der Finals bestimmt. Bis 2023 waren die Top 8 dabei für die 2. Runde gesetzt, 16 weitere Spieler spielten in der 1. Runde (Vorrunde) die acht Gegner aus. Seit 2024 besteht das Turnier aus 32 Spielern, die alle direkt in der ersten Runde einsteigen.
Modus in den ersten beiden Runden ist ein best of 11 legs, im Viertelfinale ein best of 19 legs und in den Halbfinals sowie im Finale ein best of 21 legs.

## Preisgeld
Bei dem Turnier werden insgesamt £ 400.000 an Preisgeldern ausgeschüttet. Das Preisgeld verteilt sich unter den Teilnehmern wie folgt:
| Position (Anzahl der Spieler) | Position (Anzahl der Spieler) | Preisgeld |
| ----------------------------- | ----------------------------- | --------- |
| Gewinner                      | (1)                           | £ 80.000  |
| Finalist                      | (1)                           | £ 40.000  |
| Halbfinalisten                | (2)                           | £ 25.000  |
| Viertelfinalisten             | (4)                           | £ 17.500  |
| Achtelfinalisten              | (8)                           | £ 10.000  |
| Verlierer der 1. Runde        | (16)                          | £ 5.000   |
|                               |                               |           |
|                               |                               | £ 400.000 |

Ab 2026 soll das Preisgeld auf £ 450.000 erhöht werden.
Da es sich um ein Einladungsturnier handelt, werden die erspielten Preisgelder bei der Berechnung der PDC Order of Merit nicht berücksichtigt.

## Finalergebnisse
| Jahr | Austragungsort          | Sieger             | Ergebnis | Finalist              | Sponsor       | Preisgeld  | Preisgeld  |
| Jahr | Austragungsort          | Sieger             | Ergebnis | Finalist              | Sponsor       | Gesamt     | Sieger     |
| ---- | ----------------------- | ------------------ | -------- | --------------------- | ------------- | ---------- | ---------- |
| 2015 | Braehead Arena, Glasgow | Michael van Gerwen | 11 : 10  | Peter Wright          | Unibet        | 0£ 155.000 | 00£ 30.000 |
| 2016 | Braehead Arena, Glasgow | Michael van Gerwen | 11 : 9   | Peter Wright          | Ladbrokes     | 0£ 155.000 | 00£ 30.000 |
| 2017 | Braehead Arena, Glasgow | Michael van Gerwen | 11 : 6   | Gary Anderson         | Ladbrokes     | 0£ 250.000 | 00£ 50.000 |
| 2018 | Multiversum, Schwechat  | James Wade         | 11 : 10  | Michael Smith         | Bwin          | 0£ 250.000 | 00£ 50.000 |
| 2019 | AFAS Live, Amsterdam    | Michael van Gerwen | 11 : 2   | Danny Noppert         | Jack’s Casino | 0£ 300.000 | 00£ 70.000 |
| 2020 | Salzburgarena, Salzburg | Gerwyn Price       | 11 : 9   | Rob Cross             | Bwin          | 0£ 300.000 | 00£ 70.000 |
| 2021 | AFAS Live, Amsterdam    | Jonny Clayton      | 11 : 6   | Dimitri Van den Bergh | Jack’s Casino | 0£ 300.000 | 00£ 70.000 |
| 2022 | AFAS Live, Amsterdam    | Gerwyn Price       | 11: 10   | Dirk van Duijvenbode  | Jack’s Casino | 0£ 300.000 | 00£ 70.000 |
| 2023 | AFAS Live, Amsterdam    | Michael van Gerwen | 11 : 4   | Nathan Aspinall       | Jack’s Casino | 0£ 300.000 | 00£ 70.000 |
| 2024 | AFAS Live, Amsterdam    | Luke Littler       | 11 : 4   | Michael Smith         | Jack’s Casino | 0£ 400.000 | 00£ 80.000 |
| 2025 | AFAS Live, Amsterdam    |                    |          |                       | Jack’s Casino | 0£ 400.000 | 00£ 80.000 |
| 2026 |                         |                    |          |                       |               | 0£ 450.000 | 0£ 100.000 |

## Deutschsprachige Teilnehmer
- Gabriel Clemens
  - 2019: 1. Runde (Niederlage gegen  Jermaine Wattimena)
  - 2021: 1. Runde (Niederlage gegen  Krzysztof Ratajski)
  - 2023: 1. Runde (Niederlage gegen  William O’Connor)
  - 2024: 1. Runde (Niederlage gegen  Damon Heta)

- Max Hopp
  - 2015: 2. Runde (Niederlage gegen  Peter Wright)
  - 2016: 1. Runde (Niederlage gegen  Cristo Reyes)
  - 2017: 2. Runde (Niederlage gegen  Michael van Gerwen)
  - 2018: 1. Runde (Niederlage gegen  Dave Chisnall)

- Daniel Klose
  - 2023: 1. Runde (Niederlage gegen  Krzysztof Ratajski)

- Maik Langendorf
  - 2018: 1. Runde (Niederlage gegen  Damon Heta)

- Rowby-John Rodriguez
  - 2015: 2. Runde (Niederlage gegen  Stephen Bunting)

- Martin Schindler
  - 2023: 1. Runde (Niederlage gegen  Jonny Clayton)

- Mensur Suljović
  - 2016: 2. Runde (Niederlage gegen  Phil Taylor)
  - 2017: 1. Runde (Niederlage gegen  Chris Dobey)
  - 2018: 2. Runde (Niederlage gegen  James Wade)
  - 2019: Halbfinale (Niederlage gegen  Michael van Gerwen)
  - 2020: 1. Runde (Niederlage gegen  Krzysztof Ratajski)

## Statistiken

### Nine dart finishes
Insgesamt wurde erst ein Mal ein Neundarter bei den World Series of Darts Finals geworfen. Dieser gelang dem Niederländer Michael van Gerwen.
| Spieler            | Turnier, Runde   | Weg                                  | Gegner         | Ergebnis |
| ------------------ | ---------------- | ------------------------------------ | -------------- | -------- |
| Michael van Gerwen | 2023, Halbfinale | T20, 2 × T19; 3 × T20; T20, T17, D18 | Luke Humphries | Sieg     |